# Breit
Breit település Németországban, Rajna-vidék-Pfalz tartományban. Lakosainak száma 297 fő (2023. december 31.).

## Népesség
A település népességének változása:
| Lakosok száma | 239  | 281  | 277  | 292  | 302  | 297  |
|               | 1975 | 2017 | 2019 | 2021 | 2022 | 2023 |